# Dublin Corporation
La Dublin Corporation (in italiano "Consiglio comunale di Dublino"), conosciuta da generazioni di dublinesi semplicemente come The Corpo, è il nome con cui era conosciuta l'amministrazione municipale di Dublino tra il XIII secolo e il 1º gennaio 2002, quando cambiò il nome in Dublin City Council.
Il nome completo era The Lord Mayor, Aldermen and Burgesses of the City of Dublin.

## Consiglio comunale a due camere
L'instaurazione della Dublin Corporation avvenne alla fine del Duecento, sotto il controllo anglo-normanno. Consisteva in due camere, la camera alta degli aldermanni e la camera bassa, conosciuta come la Sheriffs and Commons, che consisteva in 48 rappresentanti degli sceriffi e 96 rappresentanti delle gilde. La camera alta era presieduta da un sindaco che era eletto dagli aldermanni.

## La riforma del XIX secolo
La moderna Dublin Corporation fu ristrutturata tra la fine del XIX e l'inizio del XX secolo, in particolare dal Municipal Corporations (Ireland) Act 1840, che riduceva il corpo elettivo ad una singola camera chiamata Dublin City Council, presieduta dal sindaco, il Lord Mayor of Dublin, una carica istituita dal re Carlo I ma mai applicata e ricostituita dopo la Restaurazione della Corona da parte di Carlo II.

## Cambio del nome nel XXI secolo

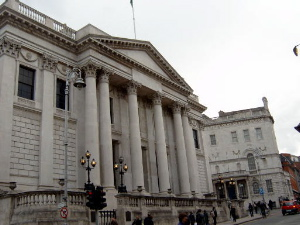
Il municipio di Dublino

Il 1º gennaio 2002, a seguito di un'importante e controversa riforma del governo locale che, tra le altre cose, aboliva il titolo di aldermanno, la Dublin Corporation prese il nome di Dublin City Council, che precedentemente si riferiva solamente alla singola camera della Dublin Corporation.